# 목검
목검은 나무로 된 연습용 무기이다. 철 대신 나무나 나일론으로 만든 검을 쓰면 첫 무기 연습하는데 안전하다. 주로 검술을 익힐 때에 쓴다. 비슷한 말로는 '목도'가 있다.

## 같이 보기
- 목도 (검도)
- 싱글스틱